# Transfer Price
O Transfer Pricing ou Preço de Transferência é o nome geral que se dá para os métodos de calculo dos preços dos bens, mercadorias ou serviços importados ou exportados entre empresas consideradas vinculadas pelo artigo 23º da Lei 9.430/1996 que é a Lei de Preços de Transferência do Brasil, que também prevê aplicação de suas normas para negócios envolvendo países que não tributam a renda ou o fazem com alíquota inferior a 20% conforme o artigo 24º da Lei 9.430/1996, transferências para paraísos fiscais e até juros não decorrentes de contratos registrados no Banco Central do Brasil conforme o artigo 22º da Lei 9.430/1996.
A legislação brasileira não pretende estabelecer quais são os preços que estes bens, mercadorias ou serviços devem ser negociados, mas de outra forma, desencorajar negociações com valores muito diferentes destes, uma vez que todo o excedente de preço é adicionado ao lucro da empresa brasileira para efeitos de tributação de Imposto de Renda (IR) e Contribuição Social sobre o Lucro Líquido (CSLL), aumentando o valor a recolher para os fisco brasileiro. Em linhas gerais, essas regras estabelecem um controle fiscal de preços para negociações que poderiam estar servindo para mascarar operações desleais de mercado, e até mesmo fraudes.
Lionel Pimenta Nobre em seu artigo Transferência de preços e a valoracão aduaneira no Brasil - Um conflito insolúvel ?  Explica que "na exposição da própria Exposição de Motivos da Lei nº 9.430/96 está claro que tais regras visam inibir: (i) a evasão de lucros tributáveis; e (ii) a prática de planejamento tributário internacional, como uma indicação preliminar de privilegiar a arrecadação em detrimento da eficácia e da eficiência da administração fiscal". Ou seja, essa é uma legislação que também visa alinhar as práticas fiscais aduaneiras do Brasil com o que os países importantes em geral costumam fazer, incluindo o país no que o mundo pratica como planejamento de importações e exportações, tributando com a mesma lógica.

Existem diferentes métodos que apresentam o seu respectivo ajuste, cujo objetivo é permitir a comparação entre os preços pelos quais são vendidos/comprados bens, serviços e direitos idênticos ou similares.

## Método de Apuração

### Importação
- Os Preços Independentes Comparados (PIC);
- O Preço de Revenda menos Lucro (PRL Revenda), com margem de lucro de 20, 30, ou 40%.
- O Custo de Produção Mais Lucro (CPL).

### Exportação
- Custo de Aquisição ou de Produção mais Tributos e Lucro (CAP);
- Preço de Venda nas Exportações (PVEx);
- Preço de Venda por Atacado no País de Destino, diminuído do Lucro (PVA);
- Preço de Venda a Varejo no País de Destino, diminuído do Lucro (PVV).[4]

Os métodos são aplicáveis a todo tipo de transações, inclusive:
- Transferência de bens tangíveis
- Transferência de propriedade intangível
- Prestação de serviços
- Operações de financiamento [5]

### Que Método Escolher?
Aquele que melhor aproximar o valor de mercado, considerando:
- As características da operação
- A estrutura empresarial/comercial em estudo
- O grau de comparabilidade de transações vinculadas e não vinculadas
- Disponibilidade de dados completos e precisos
- Consistência com resultados obtidos utilizando outros métodos
- Poucos ajustes para que transação seja comparável [5]